# Aoba (lớp tàu tuần dương)
Lớp tàu tuần dương Aoba (tiếng Nhật: 青葉型巡洋艦 - Aoba-gata junyōkan) là một lớp bao gồm hai tàu tuần dương hạng nặng của Hải quân Đế quốc Nhật Bản. Chúng được sử dụng rộng rãi trong Chiến tranh Thế giới thứ hai. Kinugasa bị đánh chìm trong trận Hải chiến Guadalcanal ngày 13 tháng 11 năm 1942, trong khi Aoba bị đánh chìm ngày 28 tháng 7 năm 1945 tại Kure, Hiroshima.

## Mô tả
Những chiếc trong lớp Aoba ban đầu được vạch kế hoạch như những chiếc thứ ba và thứ tư trong lớp Furutaka. Tuy nhiên, những vấn đề về thiết kế đối với lớp Furutaka đã đưa đến một số cải biến bao gồm các tháp pháo đôi và một máy phóng máy bay. Những cải biến này lại làm tăng thêm trọng lượng của cấu trúc bên trên của một thiết kế đã khá nặng nề, gây ra những vấn đề về sự ổn định. Dù sao, lớp Aoba đã đóng một vai trò quan trọng trong Thế Chiến II.

## Những chiếc trong lớp
| Tàu             | Đặt lườn             | Hạ thủy              | Hoạt động           | Số phận                           |
| Aoba (青葉)     | 23 tháng 1 năm 1924  | 25 tháng 9 năm 1926  | 20 tháng 9 năm 1927 | Bị đánh chìm 28 tháng 7 năm 1945  |
| Kinugasa (衣笠) | 24 tháng 10 năm 1924 | 24 tháng 10 năm 1926 | 30 tháng 9 năm 1927 | Bị đánh chìm 14 tháng 11 năm 1942 |